# 世界に届かぬ願い事
『世界に届かぬ願い事』（せかいにとどかぬねがいごと）とは、2005年9月10日に公開されたフリーウェアのRPGである。本作はRPGツクールXPによって製作され、2012年に発売された『RPGツクールXP VALUE!+』には、サンプルゲームの一つとして収録されている。なお『世界に届かぬ願い事』本編のほかに、アドベンチャーゲームである「せかねが episode 0」と「せかねが episode after」も公開されている。

## 制作背景
作者hatは制作の動機について、当初は前作『Lost』を最後の作品にしようと考えていたが、プレイヤーの声に励まされ「もう一段階クォリティを上げた次のゲーム」を作ることを思い立ったと述べている。開発の際に苦労した点としては、自身で作成したグラフィックや細かいシステム設定をあげている。またゲームを制作するに当たっては「自分がプレイしてみて面白くないと感じたところは、どんなに製作時間を費やしていたとしても」作り直すとしており、本作においても製作期間１週間分ほどのイベントを作り直したと述べている。

## 評価
ファミ通.comのコーナー「ツクールBlog」では、「悩む楽しさってこういうシステムなんだなと気づかされる、簡単かつ奥深い」戦闘システムや「時にゆっくりと、時に急速に陶酔していけるのが魅力的」な物語として評価されている。
ベクターの「新着ソフトレビュー」では、「何といってもストーリーやシナリオ展開が秀逸」「各所に息抜きができるような要素もあり、プレイヤーを飽きさせない」と評価されている。
朝日新聞のコーナー「ソフ得」では、鐸木能光によって「作者のナイーブな心根があちこちに表れて」おり「殺伐とした印象もない」と評され、「背景画像や音もよく作り込まれて」いると評価された。また「作者の世代（おそらく若い）が、現代社会をどんな価値観、世界観で見つめているのか、どんなことに救いを求めようとしているのか」が見えてくるとされている。

## ストーリー
世界を捨てた少年エイジ。そして、願いを捨てた少女ミレス。2人は現実逃避という旅を始めるが、次々と何者かによって襲われる。そして、あることが原因で取り返しの付かないことになってしまう。

## 登場人物
エイジ
この作品の主人公。世界を捨てて、学校の屋上から飛び降りた。
謎の「カギ」を通して相手の考えを知ることができると言う謎の力を持つ。
サブイベントなどの場合彼は突っ込み役になる。
ミレス
ハーティア城の姫。束縛を嫌い主人公と共にハーティア城から脱出する。
ハーティアの血筋の最後の生き残りで他人の心を召喚することができる力を持つ。
人は気持ちがいっぱいになると心を召喚してしまうが他人の心は不可能。
サブイベントなどでは彼女はボケに回っている。天然。
ウィル
ハーティア城の国宝。願いの力を形に変える能力を持つ。
エイジはじめてミレスにあったときに渡され、返そうとした。
エンシェントと呼ばれる古代の機械のようなもので、作中には他に裁きのエンシェントが出る。
性別は女らしい。
シュラン
フォース部隊隊長。
ミレスの幼馴染で常に冷静。ゲートが親友のよう。
職と昔の約束、どちらが大切かとゲートに聞けるほどの仲らしい。
主武器は何故か槍。
ゲート
ハート部隊隊長。
単なる脇役にしか見えない場合もある。
シュランとは親友のような間柄。
職と昔の約束、どちらが大切かとシュランに相談されるほどの仲らしい。
フォース
掃討者。戦士。いわゆる闘う者。
ハート
具現者。魔道士。魔法などを使う者。
サモン
いわゆるこの世界における魔物。
人の心がいっぱいになったときに召喚される。
サモンとは人の心に積もったマイナスの感情、つまり怒りや嫉妬などが具現化したものである。
これを召喚するのは自分自身、しかも心がいっぱいになったときのみなので自由に召喚はできない、
が、ハーティアの血筋のものは他人の心を任意に召喚することができる。

## ゲームシステム

### 戦闘
戦闘システムはターン制。各パラメータにより、攻撃力や魔力・素早さなどで、ダメージや行動順位は変更される。戦闘パラメータにはHPとSPがある。HPはその通りヒットポイント、つまり体力を表している。この値が0になると戦闘不能となる。SPはスキルポイント。これは技を使う時に消費する。しかし、通常の状態であればターン終了後に最大SPの1/4が回復する。

### マテリアル
各キャラクター毎にAからEまでの5つの装備スロットがあり、マテリアルを装備することによって様々なスキルを使うことが出来る。しかし、複雑な属性（後述）の交互関係により、ストーリーの進行の仕方では装備できないものも存在する。主人公の属性は、最初の4つの選択肢を選んだ後、決定する。

### スタイル
3種類のスタイルにより、装備しているマテリアル1つにつき、3種類のスキルを使用することが出来る（ただし、装備してもスキルが使えないマテリアルもある）。これは戦闘中に自由に変える事が出来る。スタイルを変更するだけで攻撃力などのステータスが変化する。スタイルには以下の3種類が存在する。
アタック<At>
攻撃力が上昇し、魔力が低下する。使用できるスキルは直接攻撃系が多い。
また、命中には素早さが関わるため、素早さが低い場合、攻撃を外すことが多い。
ディフェンス<Df>
偏りがなくオールマイティに戦えるスタイル。使用できるスキルは補助魔法のことが多い。
エキストラ<Ex>
魔力が上昇し攻撃力が低下する。使用できるスキルは魔法系が多い。
一部の例外を除いて、魔法系は命中率を無視して必ず命中するが、消費SPがやや高め。

### 属性
炎・氷・土・風・命・光・闇・物の8属性がある。各キャラクターの属性により、装備出来るマテリアルにも制限がある。属性同士の関係は以下の通り。
- 炎は氷に強い
- 氷は土に強い
- 土は風に強い
- 風は炎に強い